# Prumnopitys taxifolia
Prumnopitys taxifolia (Матай) — вид хвойних рослин родини Подокарпових.
Видовий епітет натякає на подібність листя на листя роду Taxus.

## Опис
Дводомне дерево висотою до 25 м у висоту і 125 см діаметром з широкою кроною, що формують товсті, прямі, розлогі гілки. Дерево стає більш відкритим і широким з віком. У лісі, дерева Матай можуть бути найбільш легко визнані за їхньою корою. Сіро-коричнева вона відшаровується на товсті округлі або овальні шматки, які залишають червонуваті плями на стовбурі. Неповнолітні дерева мають форму куща з тонкими, гнучкими, переплетеними опущеними гілочками з жовтуватим або буро-зеленим листям розміром 5–10 × 1–2 мм. Дорослі дерева мають листя розміром 1–1.5 см × 1–2 мм, лінійне, шкірясте, темно-зелене, знизу сріблясто-блакитне, стаючи темнішим з віком. Пилкові шишки розміщені на шипу 3–5 см довжиною, 10–30 на шип. Насіннєві шишки крихітні, 3–10 на шип, який ≈ 4 см довжиною. У більшості шишечок не розвивається насіння. Насіння 5–9 мм довжиною, майже кулясте, чорне.

## Поширення, екологія
Країни поширення: Нова Зеландія (Пн., Пд. о-ви). P. є складовою від низовинних до гірських (20–800 м або навіть 1000 м над рівнем моря) подокарпових лісів, де переважають Podocarpus totara, Dacrycarpus dacrydioides, чи Dacrydium cupressinum, а також Prumnopitys, Manoao colensoi, Halocarpus kirkii і Phyllocladus trichomanoides. У низинних районах кілька непорушених лісів залишається і тут численні покритонасінні часто дозмішуються, в той час як на більшій висоті, вид часто співпанує. Як повільнорослий хвойний вид, досягає максимального віку понад 1000 років. P. taxifolia є видом, який, як правило, регенерує тільки після епізодичних порушень, таких як пожежі, викликані виверженнями вулканів. Потім конкурує з іншими подокарповими а також покритонасінними за світло і простір, в результаті чого в довгостроковій перспективі виживає всього кілька особин цього виду в лісі.

## Використання
Матаі повільно росте і дає щільну, жорстку і важку коричневу деревину з винятковою міцністю і довговічністю. Раніше дерева широко вирубувались і використовувалися для залізничних шпал, мостів, будівництва будинків, і в меншій мірі для меблів. Вирубка цього та інших місцевих хвойних тепер поза законом і, отже, використання його деревини значно зменшилася. Вид рідкісний у вирощуванні й підходить тільки для регіонів з м'якою зимою, що рідко відчувають легкі заморозки і мають рясні й рівномірно розподілені опади.

## Загрози та охорона
Вирубка лісів історично призвела до зниження як площа житла так і чисельності населення. Нині це припинилося. Вид знаходиться під охороною закону.

## Посилання

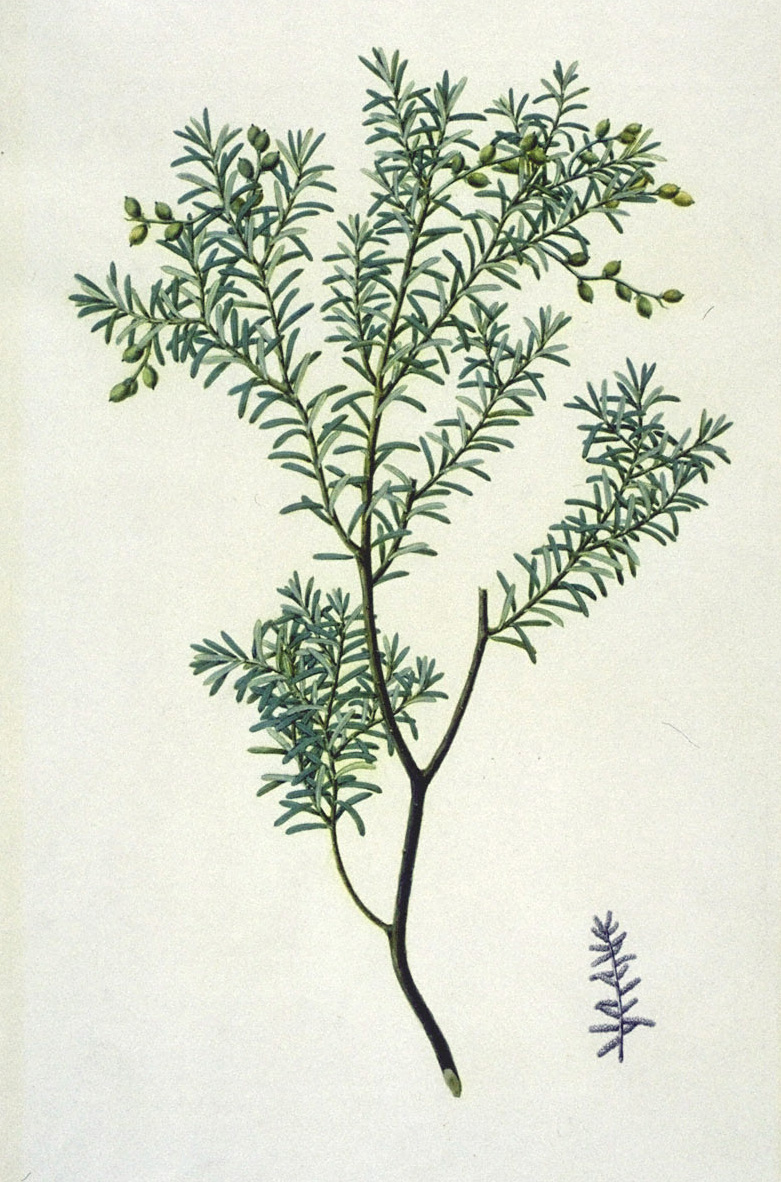
Ілюстрація
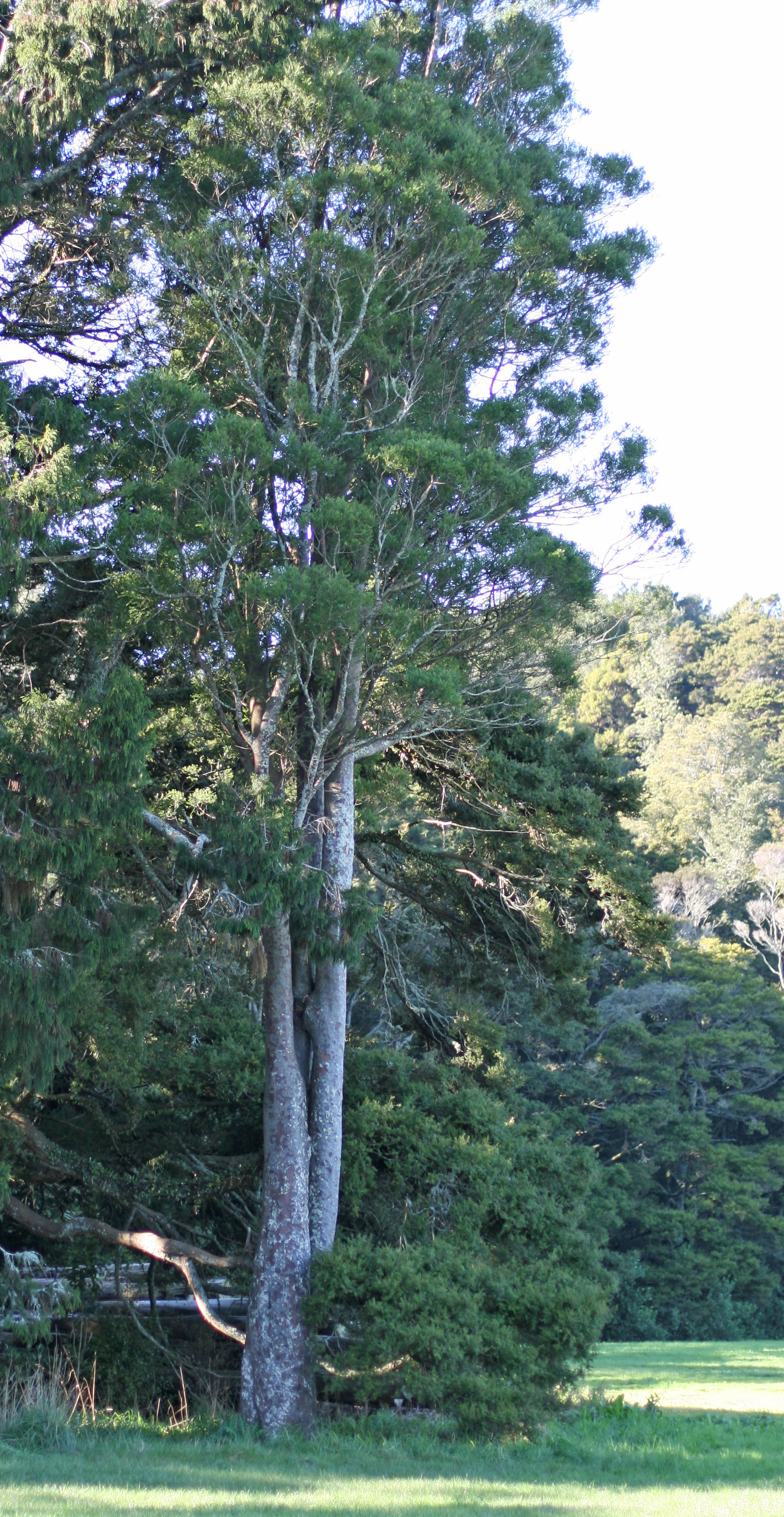
Дерево
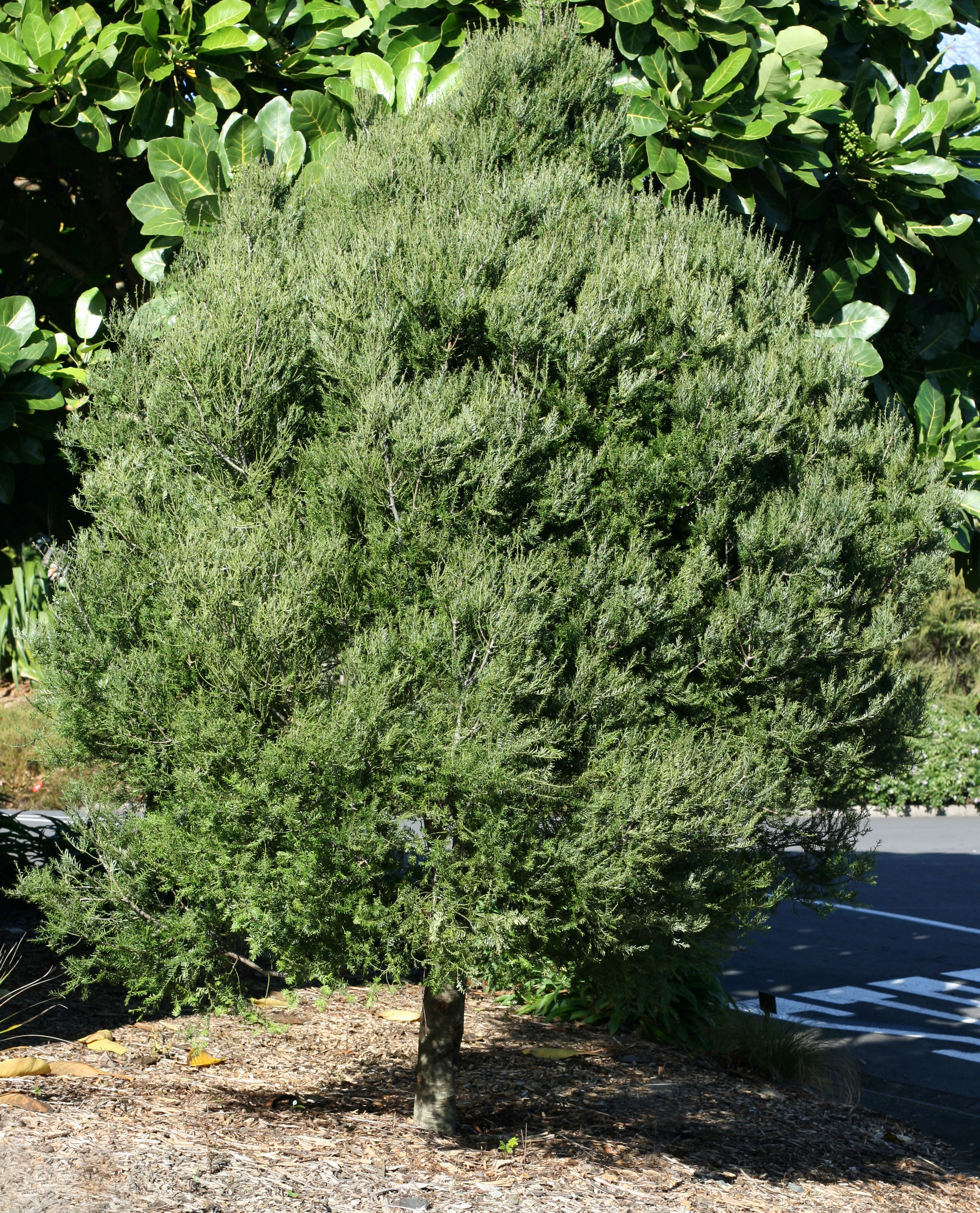
Мале дерево
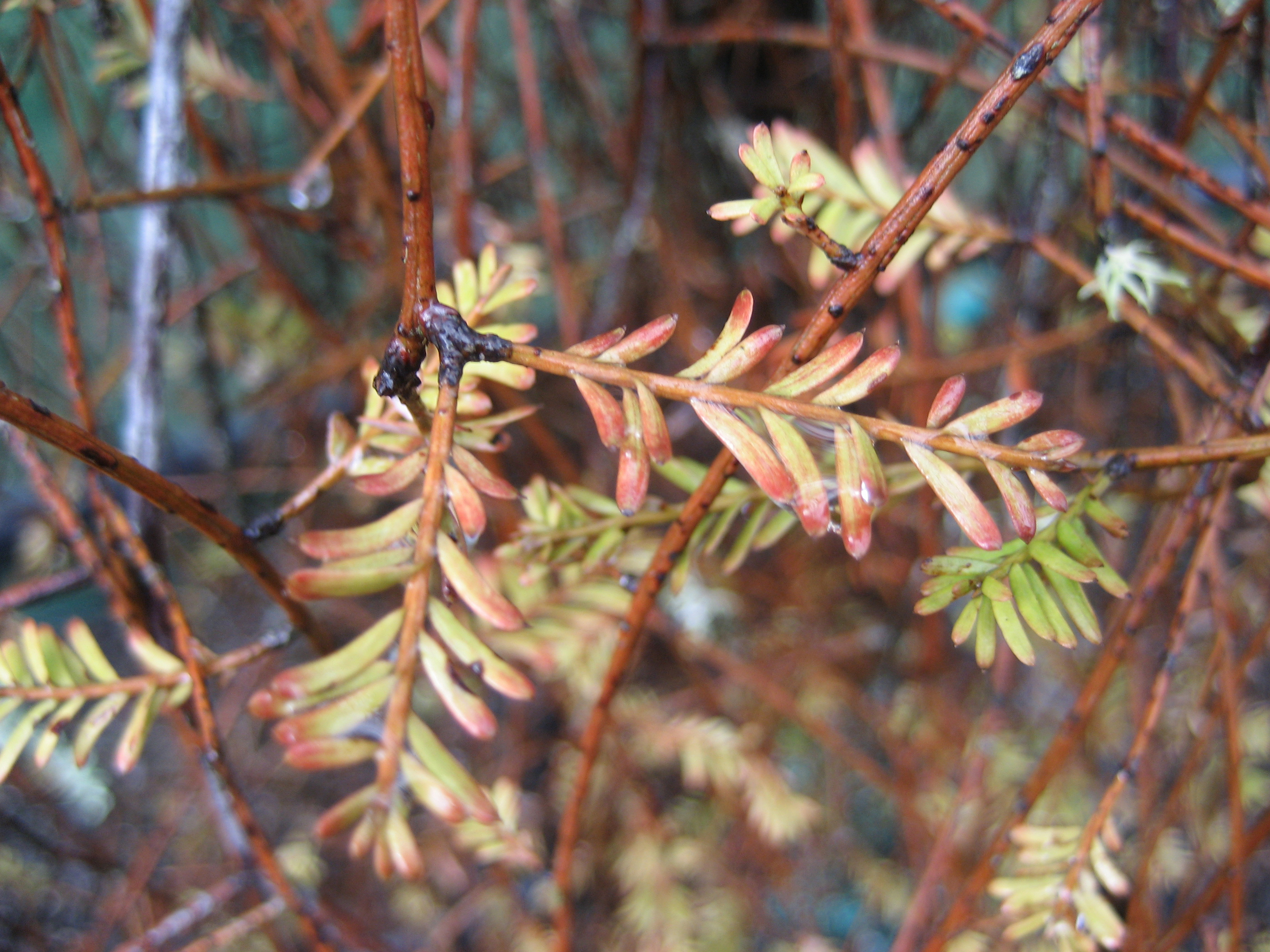
Розгалуження листового гілля молодої рослини
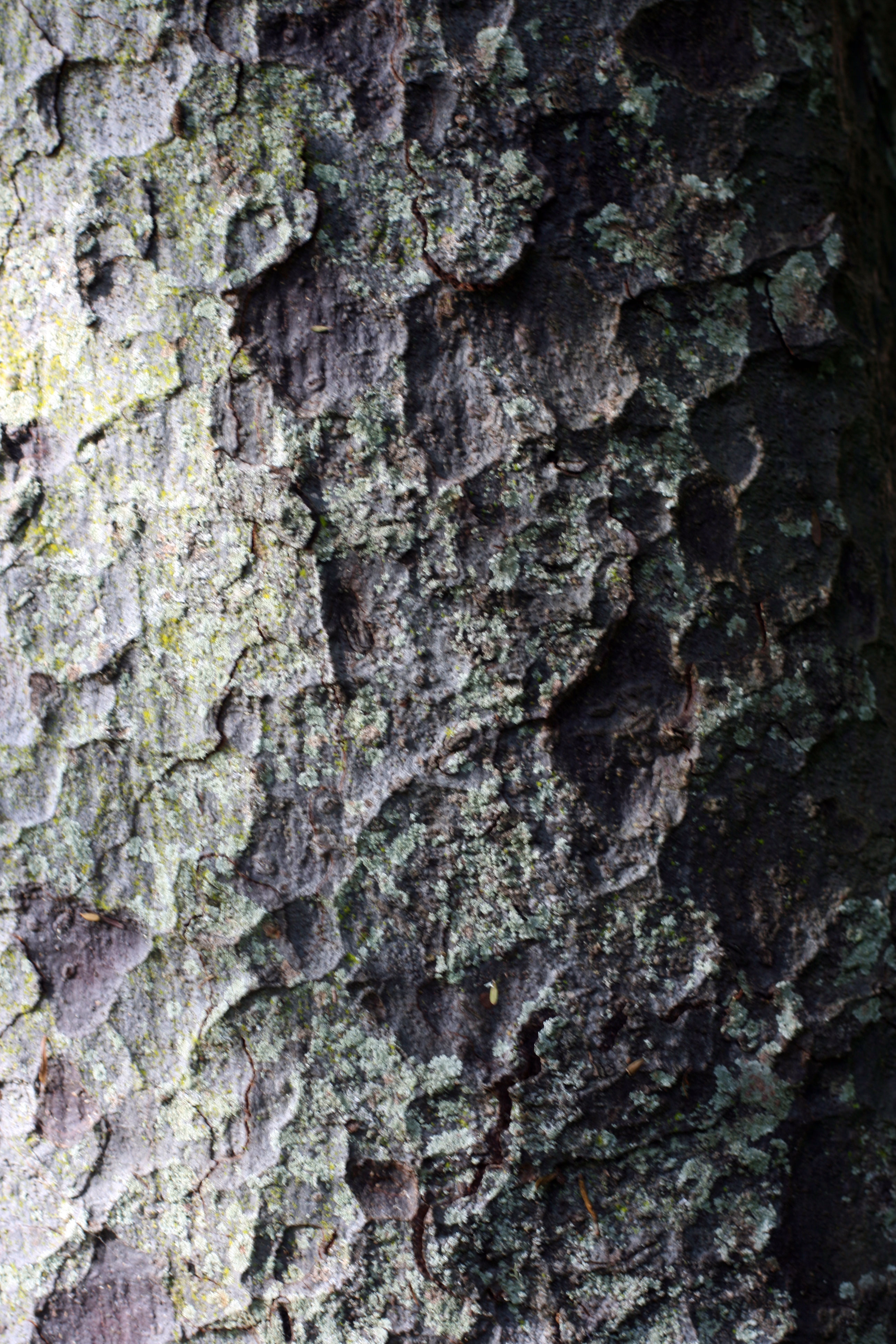
Кора